# Eriosyce heinrichiana
Eriosyce esmeraldana  o quisquito don Rodolfo es una especie de planta fanerógama de la familia Cactaceae. 

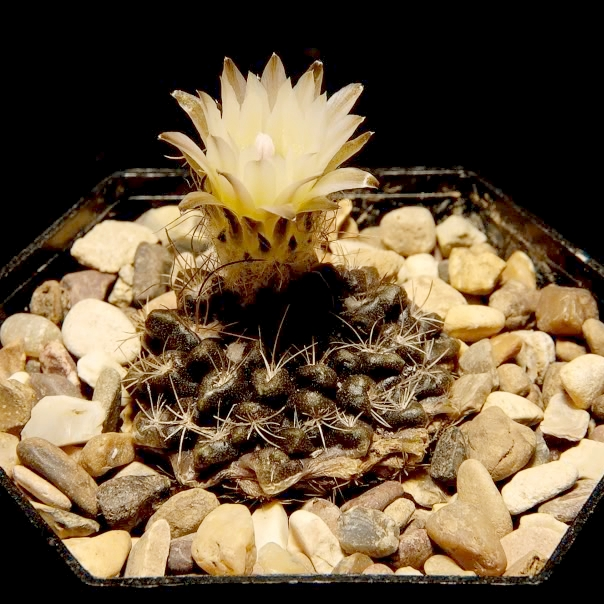
Vista de la planta

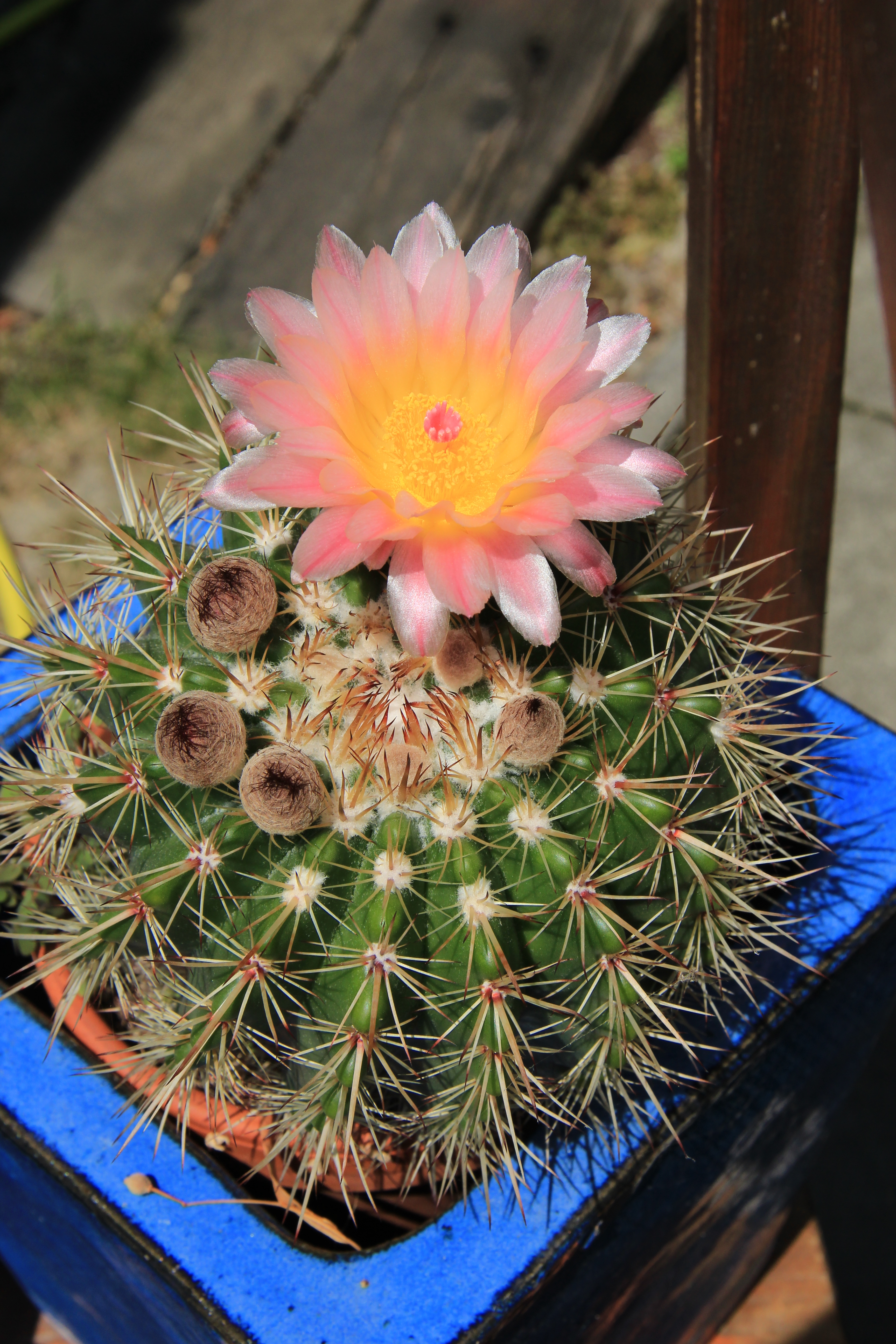
Vista de la planta

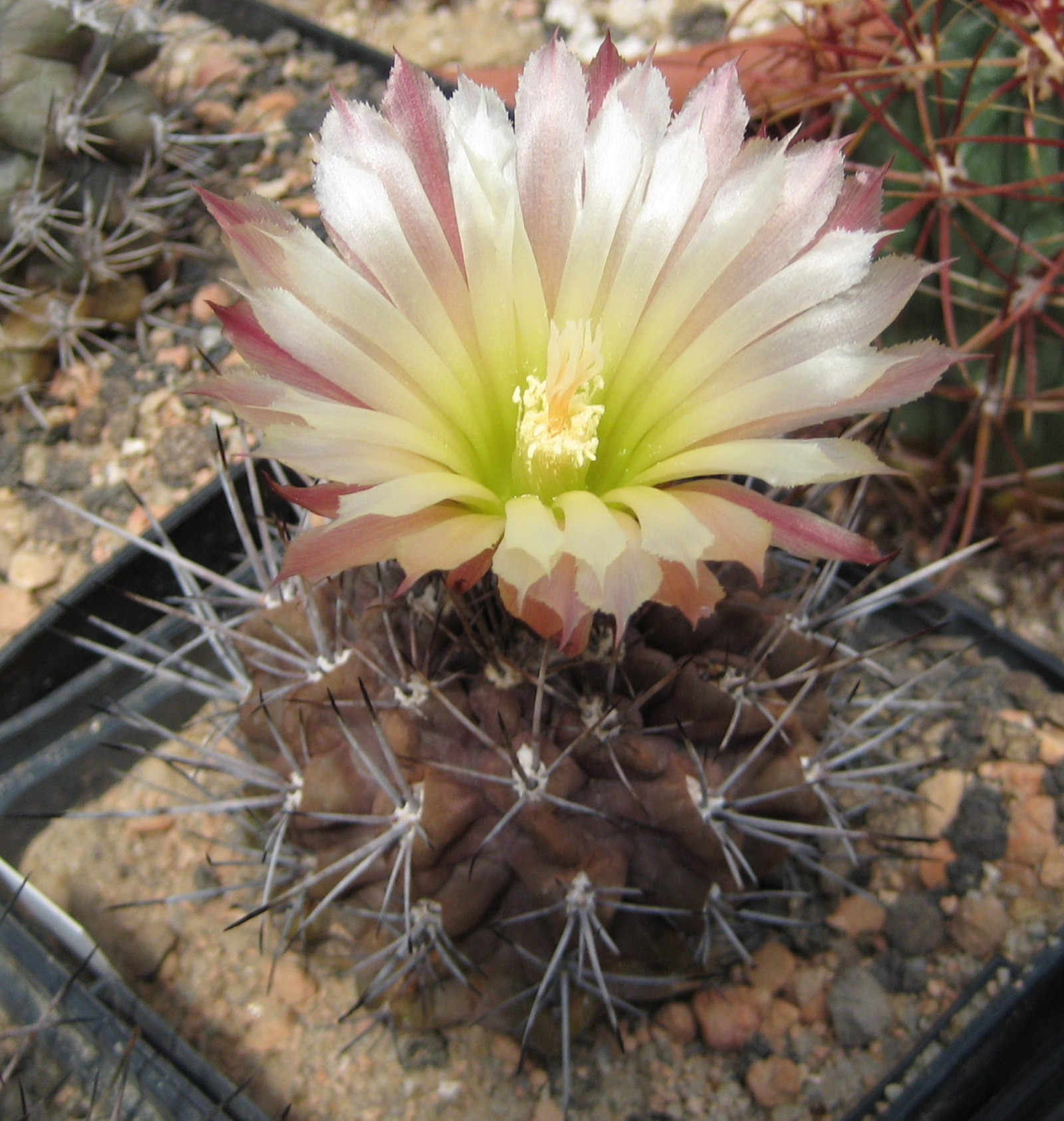
Flor

## Distribución
Es endémica de Atacama en Chile desde Huasco hasta el río Limarí. Es una especie común en áreas localizadas.

## Hábitat
La especie crece en matorral espinoso en suelos rocosos. Se encuentra en el parque nacional Fray Jorge.

## Descripción
Eriosyce heinrichiana crece con un cuerpo esférico o alargado de color marrón a verde negruzco y alcanza un diámetro de 4 a 10 cm. Las plantas forman una gran raíz primaria, que se estrecha como un cuello como la transición al cuerpo de la planta. Las 14 a 22 costillas con joroba dividida. Las espinas son rectas a curvas, rígidas y aciculares, a veces ausentes. Tiene de 1 a 4 espinas centrales, de 0,3 a 1,5 cm de largo, y de 6 a 10 espinas radiales de hasta 1,2 cm de longitud. Las flores sólo aparecen en las areolas y son de color amarillo crema a rojizo de 3-5 cm de largo y de ancho. El pericarpio y el tubo de la corola están cubiertos de mechones de lana y cerdas. Los frutos en forma de huevo, de paredes finas son de color rojo y carnoso y miden hasta 1-5 cm de largo y abiertos en un poro basal.

## Taxonomía
Eriosyce heinrichiana fue descrita por (Backeb.) Katt. y publicado en Eriosyce (Cactaceae): The genus revised and amplified 1: 118. 1994.
Etimología
Eriosyce: nombre genérico que deriva de dos palabras griegas "erion" = "lana" y syke = "higuera o higos""; debido a los frutos obtenidos.
heinrichiana epíteto otorgado en honor del amante de los cactus alemán Walter Heinrich.
Sinonimia
| - Pyrrhocactus chaniarensis F.Ritter - Horridocactus heinrichianus - Pyrrhocactus heinrichianus - Neoporteria heinrichiana - Neochilenia trapichensis - Pyrrhocactus trapichensis - Pyrrhocactus chorosensis - Neochilenia chorosensis - Neoporteria chorosensis - Pyrrhocactus wagenknechtii - Neochilenia wagenknechtii - Pyrrhocactus simulans - Neochilenia simulans | - Noporteria simulans - Pyrrhocactus dimorphus - Neochilenia dimorpha - Neoporteria dimorpha - Pyrrhocactus setosiflorus - Neochilenia setosiflora - Neoporteria setosiflora - Pyrrhocactus stosiflorus - Nochilenia deherdtiana - Neoporteria deherdtiana - Pyrrhocactus deherdtianus - Neoporteria ritteri |